# 대한민국 형사소송법 제455조
대한민국 형사소송법 제455조는 기각의 결정에 대한 형사소송법의 조문이다.

## 조문
제455조(기각의 결정) ① 정식재판의 청구가 법령상의 방식에 위반하거나 청구권의 소멸 후인 것이 명백한 때에는 결정으로 기각하여야 한다.
②전항의 결정에 대하여는 즉시항고를 할 수 있다.
③정식재판의 청구가 적법한 때에는 공판절차에 의하여 심판하여야 한다.

第455條(棄却의 決定) ① 正式裁判의 請求가 法令上의 方式에 違反하거나 請求權의 消滅 後인 것이 明白한 때에는 決定으로 棄却하여야 한다.
②前項의 決定에 對하여는 卽時抗告를 할 수 있다.
③正式裁判의 請求가 適法한 때에는 公判節次에 依하여 審判하여야 한다.

## 판례
- 정식재판청구서에 청구인의 기명날인이 없는 경우에는 정식재판의 청구가 법령상의 방식을 위반한 것으로서 그 청구를 결정으로 기각하여야 하고 이는 적법한 청구가 있는 것으로 오인하여 청구서를 접수한 경우에도 마찬가지이며 정식재판 청구기간을 넘긴 피고인은 자기의 '책임질 수 없는 사유'에 의하여 청구기간 내에 정식재판을 청구하지 못한 때에 행당하여 정식재판청구권의 회복을 구할 수 있을 뿐이다[1]

## 참고 문헌
- 손동권 신이철, 새로운 형사소송법(초판, 2013), 세창, 2013. ISBN 9788984114081